# Полазе-Сьвентоховські
Полазе-Сьвентоховські (пол. Połazie Świętochowskie) — село в Польщі, у гміні Коритниця Венґровського повіту Мазовецького воєводства.
Населення — 260 осіб (2011).
У 1975-1998 роках село належало до Седлецького воєводства.

## Демографія
Демографічна структура станом на 31 березня 2011 року:
|          | Загалом | Допрацездатний вік | Працездатний вік | Постпрацездатний вік |
| -------- | ------- | ------------------ | ---------------- | -------------------- |
| Чоловіки | 141     | 36                 | 89               | 16                   |
| Жінки    | 119     | 32                 | 58               | 29                   |
| Разом    | 260     | 68                 | 147              | 45                   |